# Potyczka pod Baranowem
Potyczka pod Baranowem – potyczka stoczona 14 sierpnia 1944 r. pod Baranowem przez 1 Brygadę AL Ziemi Krakowskiej Armii Ludowej przeciw oddziałom armii niemieckiej wspartej kilkoma czołgami.

## Przebieg bitwy
Na początku sierpnia 1944 r. Niemcy przystąpili do oczyszczenia z partyzantów zaplecza frontu wschodniego naprzeciw utworzonego przez Armię Czerwoną przyczółka sandomierskiego. Działania te dotyczyły likwidacji oddziałów partyzanckich będących na terenie tzw. Republiki Pińczowskiej. Aby uniknąć rozbicia dowództwo 1 Brygady AL Ziemi Krakowskiej postanowiło opuścić teren Republiki Pińczowskiej i przebić się przez linię frontu radziecko-niemieckiego. 
Podążająca na wschód brygada 14 sierpnia 1944 r. w okolicy Baranowa została zaatakowana przez oddziały niemieckie.  W trakcie walki Niemcy stracili dwa czołgi, ale ucierpieli też mieszkańcy Baranowa. We wsi oprócz jednego zabitego i kilku poszkodowanych spłonęło 17 domów. W brygadzie AL było pięciu rannych, w tym trzech ciężko. Ranny był między innymi Jan Trzaska, dowódca 5 kompanii.
Następnego dnia rano brygada ruszyła w stronę linii frontu. Przebicie przez linie frontu nastąpiło po nawiązaniu łączności z armią radziecką w okolicach wsi Szklanów. W walce w czasie przebijania zginęło 22 partyzantów. Wśród zabitych byli m.in.: dowódca plutonu Bolesław Bednarz i sanitariuszka Helena Sokołowska, a wśród rannych szef kompanii Jan Zaręba. Pięć dni później brygada przez Oleśnicę i Baranów Sandomierski dotarła do Rzeszowa, gdzie wielu partyzantów wstąpiło do organizowanej Milicji Obywatelskiej. Dowódca brygady płk Franciszek Księżarczyk został równocześnie komendantem MO województwa rzeszowskiego.